# 樂園NOISE
《樂園NOISE》，又譯《樂園雜音》，是日本作家杉井光所著的輕小說系列，擔綱插圖，2020年5月起經電擊文庫發行，出版至今共7卷。《這本輕小說真厲害！2021》文庫類別第6位，新作類別第4位。改編漫畫由2022年3月26日發售的《月刊Comic Alive》5月號開始連載，漫畫家為。

## 角色列表
村瀨真琴（聲：花守由美里（PV））
高中一年級男學生。匿名經營着音樂影片頻道，會將自己創作的歌曲上傳到頻道，觀看次數約千次。為了增加觀看數，在姐姐的意見下穿上女裝上傳影片（沒有露臉），一炮而紅。即使後來澄清自己其實是男生，並將頻道名改為「Musa男」，人氣亦未見減弱。
冴島凛子
跟村瀨同級的女學生。已多年沒有參加比賽的天才鋼琴手。因同被華園老師委托當伴奏員而跟真琴相識。
百合坂詩月
跟村瀨同級的女學生。出身花道世家，在熱愛爵士樂的爺爺影響下學會爵士鼓。
宮藤朱音
跟村瀨同級的女學生。自中二起就沒有上學。中學時是美沙緒念大學時的補習學生。能彈結他，彈貝斯，打鼓，甚至唱歌的萬能手。
志賀崎伽耶
第3卷登場。中學三年級女學生。在「Naked Egg」老闆引薦下，應徵加入PNO當貝斯手。
華園美沙緒
主角群的音樂老師。知道真琴就是「Musa男」，以此作要脅，將課堂伴奏的工作推給真琴。音樂大學畢業。雖有着很好的音樂造詣，但作為老師並不盡責，常在工時睡覺和打遊戲，時不時翹班。

## 創作
書名取自亞瑟·查理斯·克拉克科幻小說《天堂的噴泉》（The Fountains of Paradise），將該書日文名「 Rakuen no Izumi」的最後一個音節除去，便能得出「 Rakuen Noizu」。《樂園NOISE》是杉井光自《離別的鋼琴奏鳴曲》後睽違逾十年，再次以音樂為主題的作品。

## 出版書籍

### 輕小說
| 卷數 | KADOKAWA      | KADOKAWA               | 青文出版社     | 青文出版社             |
| 卷數 | 發售日期      | ISBN                   | 發售日期       | ISBN                   |
| ---- | ------------- | ---------------------- | -------------- | ---------------------- |
| 1    | 2020年5月9日  | ISBN 978-4-04-913157-4 | 2022年10月20日 | ISBN 978-626-340-143-3 |
| 2    | 2021年5月8日  | ISBN 978-4-04-913681-4 | 2023年9月25日  | ISBN 978-626-340-981-1 |
| 3    | 2021年9月10日 | ISBN 978-4-04-913157-4 | 2023年10月25日 | ISBN 978-626-362-418-4 |
| 4    | 2022年3月10日 | ISBN 978-4-04-914217-4 | 2024年5月20日  | ISBN 978-626-383-396-8 |
| 5    | 2022年8月10日 | ISBN 978-4-04-914395-9 | 2024年8月15日  | ISBN 978-626-399-254-2 |
| 6    | 2023年5月10日 | ISBN 978-4-04-914940-1 |                |                        |
| 7    | 2025年6月10日 | ISBN 978-4-04-915651-5 |                |                        |

### 漫畫
| 卷數 | KADOKAWA      | KADOKAWA               |
| 卷數 | 發售日期      | ISBN                   |
| ---- | ------------- | ---------------------- |
| 1    | 2022年9月22日 | ISBN 978-4-04-681734-1 |
| 2    | 2023年5月10日 | ISBN 978-4-04-682452-3 |
| 3    | 2024年2月27日 | 不適用                 |

## 外部連結
- 電擊文庫特設網站（日語）
- 作者杉井光的博客（日語）
- 漫畫連載網站（日語）